# Oedalea pruinosa
Oedalea pruinosa is een vliegensoort uit de familie van de Hybotidae. De wetenschappelijke naam van de soort is voor het eerst geldig gepubliceerd in 1903 door Coquillett.